# Ludger Viefhues-Bailey
Ludger Herbert Viefhues-Bailey (* 20. März 1965) ist ein deutscher Theologe und Religionswissenschaftler. Er ist der Sohn von Herbert Viefhues.

## Leben und Karriere
Nach dem Abitur am Gymnasium am Ostring in Bochum begann er ein Studium der Medizin an der Universität Düsseldorf. Nach dem Physikum trat er in das Noviziat der Jesuiten ein und studierte Philosophie an der Hochschule für Philosophie München sowie Theologie an der Philosophisch-Theologischen Hochschule Sankt Georgen, wo er 1994 mit Auszeichnung das Diplom erwarb.
An der Harvard University studierte er anschließend Religionswissenschaft und erwarb 1998 dem Mastergrad und verteidigte im Dezember 2001 seine Dissertation zum Thema Cavell, The Skeptic and the Diva. The Human Self Between Gender and Transcendence, mit der er zum Ph.D. promoviert wurde. Von 2002 bis 2010 lehrte er als Associate Professor für Methodik und Theorie des Religionsstudiums an der Yale University. 2007 und 2010 führten ihn Gastdozenturen für Religions- und Genderstudien an die Universität Luzern. Seit Juli 2010 ist er als Professor für Philosophy, Gender und Culture am Le Moyne College, einer Jesuitenhochschule in Syracuse, tätig. Von 2010 bis 2017 war er hier zudem Direktor des Gender & Women Studies Program. Seit 2019 ist er Vorsitzender des Philosophy Departments der Hochschule. Seit 2015 ist er Mitherausgeber der Zeitschrift Political Theology.

## Veröffentlichungen (Auswahl)
- Beyond the Philosopher’s Fear. A Cavellian Reading of Gender, Origins and Religion in Modern Skepticism. Ashgate Press. Aldershot 2007. ISBN 978-0-7546-5522-0.
- Between a Man and a Woman? Why Conservative Christians Oppose Same-Sex Marriage. Columbia University Press. New York City 2010. ISBN 978-0-231-15620-2.